# Salt River Township (comté de Schuyler, Missouri)
Salt River Township est un ancien township, situé dans le comté de Schuyler, dans le Missouri, aux États-Unis,.
Le township est baptisé en référence à la rivière North Fork Salt.

### Source de la traduction
- (en) Cet article est partiellement ou en totalité issu de l’article de Wikipédia en anglais intitulé « Salt River Township, Schuyler County, Missouri » (voir la liste des auteurs).